# 莫戈利河
莫戈利河是俄羅斯的河流，屬於基廉加河的右支流，由伊爾庫茨克州負責管轄，河道全長120公里，流域面積約1,950平方公里，河水主要來自雨水。